# Artiemij Arcychowski
Artiemij Arcychowski (Arcichowski), ros. Артемий Владимирович Арциховский (ur. 13 grudnia?/26 grudnia 1902 w Sankt Petersburgu, zm. 17 lutego 1978 w Moskwie) – rosyjski archeolog i historyk, doktor nauk historycznych od 1940 roku, członek Akademii Nauk ZSRR od 1960 roku, profesor Instytutu Filozofii, Literatury i Historii Uniwersytetu Moskiewskiego, a od 1939 roku kierownik katedry archeologii tejże uczelni. Kierował przez ponad czterdzieści lat Nowogrodzką Ekspedycją Archeologiczną. Jego zainteresowania naukowe obejmowały słowiańską archeologię na obszarze obwodów nowogrodzkiego i moskiewskiego. Jego badania archeologiczne zaowocowały odkryciem na terenie Nowogrodu Wielkiego gramot na brzozowej korze, które jako pierwszy opublikował i skomentował.

## Życiorys
Artiemij Arcychowski urodził się 26 grudnia 1902 roku w rodzinie rosyjskiego botanika – Władimira Arcychowskiego. W 1925 roku ukończył fakultet historyczny na Uniwersytecie Moskiewskim. Po obronie dysertacji na stopień kandydata nauk Kurhany Wiatyczów (Курганы вятичей) kierował wykopaliskami archeologicznymi przy budowie Moskiewskiego Metra imienia W. I. Lenina. Od 1929 roku prowadził badania nad kurhanami ziemi nowogrodzkiej, a od 1932 roku rozpoczął w Nowogrodzie Wielkim wykopaliska archeologiczne. W 1938 roku był historykiem konsultantem podczas kręcenia filmu Aleksander Newski Siergieja Eisensteina. Od lutego 1940 roku należał do Rady Naukowej, zajmującej się restauracją Ławry Troicko-Siergijewskiej.
Po zakończeniu II wojny światowej, ponieważ Nowogród Wielki został praktycznie w całości zburzony, Nowogrodzka Ekspedycja Archeologiczna, którą wówczas kierował Artiemij Arcychowski, znacznie powiększyła obszar wykopalisk. 26 lipca 1951 roku w nerewskiej dzielnicy miasta została odkryta pierwsza gramota na korze brzozowej. W latach 1957–1979 Arcychowski pełnił funkcję redaktora czasopisma „Archeologia Sowiecka” („Советская археология”).
Dwukrotny laureat Nagrody Państwowej ZSRR: w 1970 oraz pośmiertnie w 1982.